# Zentralarbeitsgemeinschaft der Politischen Parteien
Die Zentralarbeitsgemeinschaft der Politischen Parteien (Z.A.G.) war eine kurzlebige Partei der deutschen Minderheit in der Zweiten Polnischen Republik 1918 bis 1922.
Im Jahr 1920 wurde die Z.A.G. im Hinblick auf die bevorstehende Nachwahl der Verfassunggebenden Versammlung in Pommerellen und im Netzedistrikt im Mai 1920 gegründet. Sie trat im Wahlkreis Pommerellen I gemeinsam mit der Deutsche Partei-Vereinigung des deutschen Volkstums in Polen (DP-Verein.) in einer gemeinsamen Wahlliste an. Die Liste erhielt 33.514 Stimmen und zwei Mandate, von denen eines auf die Z.A.G. fiel (Johann Splett) und das andere an die DP-Verein.
Im Wahlkreis Pommerellen II trat die Z.A.G. alleine an und erhielt 11.435 Stimmen und kein Mandat.
Politisch war die Z.A.G. ein Zusammenschluss der deutschen liberalen und sozialistischen Parteien in Pommerellen (Deutsche Sozialdemokratische Partei Polens und Deutsche Demokratische Partei in Polen). Johann Splett gehörte im Sejm zur Fraktion "Deutsche Vereinigung".
Die Partei löste sich 1922 auf.